# David Provan (futebolista nascido em 1941)
David Provan (Falkirk, 11 de março de 1941 – 26 de novembro de 2016) foi um futebolista e treinador de futebol escocês. Ele é mais conhecido por sua carreira como jogador do Rangers Football Club entre os anos de 1958 e 1970.